# Ținutul Dunării
Il Ținutul Dunării era uno dei 10 Ținut, suddivisione amministrativa di primo livello, in cui era diviso il Regno di Romania.
Comprendeva parte della Moldavia, la Dobrugia settentrionale compreso il Delta del Danubio e parte della Valacchia intorno alla città di Brăila. Il nome deriva dal fiume Danubio e la capitale era la città di Galați.
Venne istituito nel 1938 a seguito della riforma amministrativa di stampo fascista attuata dal Re Carlo II di Romania.

## Distretti incorporati
I distretti vennero soppressi. I 10 che componevano il Ținutul Dunării erano i seguenti:
- Distretto di Brăila
- Distretto di Cahul
- Distretto di Covurlui
- Distretto di Fălciu
- Distretto di Ismail
- Distretto di Putna
- Distretto di Râmnicu Sărat
- Distretto diTecuci
- Distretto di Tulcea
- Distretto di Tutova

## Stemma
Lo stemma è composto da 10 fasce, 5 azzurre e 5 murrey che rappresentano i 10 distretti. Diagonalmente è disposta una banda ondeggiante che rappresenta il Danubio.

## Soppressione del Ținut
Con l'inizio della seconda guerra mondiale parte del territorio venne perso a favore dell'Unione Sovietica e della Bulgaria.